# Berkaber
Berkaber (in armeno Բերքաբեր?, anche chiamata Berqaber; precedentemente Dzhogaz/Joghaz e Pipis) è un comune dell'Armenia di 491 abitanti (2001) della provincia di Tavush.